# Sporocybe hybrida
Sporocybe hybrida är en svampart som beskrevs av E.W. Mason 1941. Sporocybe hybrida ingår i släktet Sporocybe, ordningen Pleosporales, klassen Dothideomycetes, divisionen sporsäcksvampar och riket svampar.   Inga underarter finns listade i Catalogue of Life.